# Економіка мая
Економіка мая — сукупність галузей господарства в державах цивілізації мая, що відповідала історичним особливостям та географічно-кліматичним умовам. Складалася переважно з землеробства, ткацтва, гончарства, птахівництва, добування та обробки корисних копалень. Значного розвитку набула торгівля. Збиралися також данина і податки.

## Натуральне господарство

### Землеробство
Була однією з основних форм господарювання. Частково на розвиток, застосування засобів обробки землі, застосуванні і зберігання готової сільськогосподарської продукції вплинули ольмеки, цивілізація Теотіуакана та тольтеки.
Основним типом було підсічно-вогневе землеробство. Спочатку підшукувалося придатна для обробки ділянка (col). Придатність визначалася насамперед якістю ґрунту. Отримували 2 врожаї на рік, проте на одній ділянці можна було сіяти не більш 3 разів, оскільки врожайність падала з кожним роком. Потім переходили на іншу ділянку, а покинута заростала лісом і використовувалася знову через 6-10 років. Разом з тим підсічно-воневе землеробство саме по собі не було інтенсивним, до цього додавалася технічна слабкість знарядь, що перешкоджала стабільному розширенню вирубуваних під посів ділянок. Тому в умовах тропічного лісу інтенсифікація землеробства зводилася насамперед саме до селекції рослин. У державах мая відбувався широкий розвиток відбору та поліпшення якості насіння найважливіших сільськогосподарських культур.
В інших місцях (уздовж схилів гірських долин) маянські землероби отримували врожаї за допомоги терасування. Переважно був поширений на сучасних територіях південного Юкатану й Белізу.
Займалися мая землеробством і на заплавах й болотистих містах, які зміцнювали, приносячи туди родючий ґрунт. Мая виривали на болотах безліч паралельних каналів, а викопану землю кидали в проміжок між ними. Влаштовувалися також так званні підняті поля — штучно зроблені довгі і вузькі земляні грядки або платформи, що нагадували чинампи ацтеків.
Найшанованішою рослиною була кукурудза (маїс). У мая було декілька її видів, що мали різне призначення, придатних до вживання як в зеленому, так і в стиглому стані. Мая вирощували також квасолю (ib, buul) та інші види бобові nf гарбузjds rekmnehb (him, kuum, peeu-kum, ca, bux, ol), томати (ррас), овочевий перець та перець чилі (ic), портулак (xucul, ah xic), какао (cасаu, pec), ваніль (ziiz-bic), тютюн (kutz, kuutz), різні види агав і кактусів (cahum-ci, ci citam-ci, zac-ci, c'helem, yax-ci).
Активно культивувалося вирощування та обробка бульб (батат, хікама, маніок), зберігаючим тим традицію, що існувала у мая у домаїсовий етап землеробства. Велике значення мая приділяли вирощуванню амаранту. Особливо велике значення мав бавовник (існувало багато його видів —'і, bi, zooh, akte tanam, taman), з якого шили одяг та виготовляли олію, фарби отримували завдяки рослинам ачіоте і індиго.

### Садівництво
Значна частина населення мала городи і сади (pakal або pet kot). Ділянки для таких садів огорожували кам'яною стіною. Вони були й при палацах знаті та володаря, також створювалися біля храмів. За ними слідкував спеціально призначений садівник (ah canan pakal). Сади і городи були місцем постачання свіжих рослинних харчів до столу, тут також проводили селекції або вирощували розсаду (xab pakal).

### Скотарство і птахівництво
Не набула значного розвитку внаслідок геокліматичних та біологічних особливостей тогочасної Месоамерики. В доіспанський період в'ючних тварин у маянських господарствах не було через відсутність підходящих диких видів у самій природі. Тому нестачу жирів тваринного походження заміняли продукти птахівництва, рибальства і полювання.
Одомашнені були лише невеликі гладкошерсті собачки, що вживалися в їжу, та індики. Втім вирощування їх досягла значних масштабів: при кожному господарстві (приватному, царському і храмовому) існували загорожі з собачками та індиками. Різнили лише кількість вигодовуваних птахів та собак.

### Полювання, рибальство і збиральництво
Мая полювали на оленів, тапірів, пекарі, ламантинів, мавп, опосумів, борсуків, агуті, броненосців, черепах, крокодилів, кроликів, ігуан, диких птахів. На оленів полювали великими групами — від 50 до 100 чоловік.
Рибальство, поширене головним чином в прибережних областях, уздовж річок і біля великих озер. Добувалися найрізноманітніші риби: від акул і до анчоусів. Займалися також виловом ракоподібних, молюсків.
Мая також збирали різноманітних комах, численні фрукти та ягоди.

### Бджолярство
Мая розводили два види бджіл без жал і за розмірами менше, ніж європейські. Вулики робилися з порожнистих обрубків деревних стовбурів з невеликим отвором збоку. Поряд з розведенням бджіл на пасіках значну роль відігравав і збір меду диких лісових бджіл.

## Корисні копалини і обробка металів
Діяли різні шахти та копальні, де видобували обсидіан, кремінь, діорит, базальт, жадеїт, нефрит, пісковик, андезит, доломіт, гірський кришталь, кварц, сланець, залізний колчедан, димчастий топаз (maat, matun, zuli mat), численні глини, гематит, аттапульгіт.
Мая широко розробляли значні поклади обсидіану в Ель-Чемалі, неподалік від сучасної столиці Гватемали. Іншим багатим обсидіаном районом була місцевість біля Копана і Кіріґуа. Втім найкращий обсидіан мая імпортували з центральної Мексики.
Кремень добувався в багатьох місцях Юкатана, основним постачальником його був район північно-східного Петена (Гватемала). Особливо цінувався нефрит (tun, cuval), найбільші поклади якого розташовувалися в державах мая на території сучасної Гватемали. Навіть дрібні, шматочки нефриту цінувалися вельми високо, тому знайдена при розкопках К'амінальхуйу велика брила необробленого нефриту вагою більше 200 фунтів представляла у давнину буквально неоціненний скарб. З нього виготовлялися статуетки (деякі з них досягають заввишки 26 см при вазі більш ніж 5), маски, таблички з рельєфами, сокири-кельти. Дуже широко застосовувався нефрит в прикрасах: намиста самих різних форм, що служили монетами, бутони, які вставлялися в крила носа, намиста, кільця, губні вставки, складні сережки тощо. Маленькими шматочками нефриту інкрустувались зуби. Для обробки нефриту існували спеціальні майстри. Обробка цього мінералу вимагала великої затрати праці і часу. Шматки обережно розпилювали лучковою пилкою, бамбуковими пилками із застосуванням абразивів: кварцового і нефритового піску. Свердління здійснювалося масивними свердлами з хлоромеланіта, або порожнистими — з бамбука, пташиних кісток і очерету. Остаточні процеси: різьба, шліфування та полірування становили ще більш важке завдання. Закінчена річ часто покривалася червоним порошком, добутого з кіноварі. Головними центрами обробки нефриту були міста Тоніна (штат Чіапас, Мексика) і Небах (Гватемала).
Використання металів здебільшого обмежувалося виготовленням прикрас із золота, срібла і міді — нагрудних пластин, дисків, дзвіночків, хоча зустрічається і посуд: кубки та чаші.

## Ремісництво
Мая досягли значно розвитку ремесел. Були фарбувальники, гончарі, кравці, шкірники, хутровики, булочниці, ткалі, муляри, скульптори, теслі, будівельники, ювеліри, виготовлювачі плетених сандалій і циновок.

### Гончарство
Основу складала глина. Мая використовували різні породи глини для різних виробів. Її знаходили у відкритих річкових системах гірських долин.
Мая не був відомий гончарний круг. При цьому вони досягли високого ступеня досконалості в гончарстві. Різноманітність керамічних форм і різні види техніки прикраси посуду, зокрема гравірування, наліпками, розпис тощо, змінювалися в різні періоди і в різних місцевостях. Також частина майстрів застосовувала поєднання глини і мінералів для надання кераміці квітчастого та незвичайного вигляду. Проте її виготовляли не дуже у великих кількостях, зазвичай для правителів і знаті.
Основу складав побутовий і ритуальний посуд. Перша (тарілки, глечики, горщики, чаші, великі та маленькі посудини, керо) застосовувалася для зберігання продуктів харчування і напоїв, їх обробки, частково під час вживання їжі. Друга — при жертвопринесеннях, релігійних святах, при похованнях.
Майські майстри в класичний період виготовляли керамічні маски та курильні трубки (для володарів, вищого жрецтва, аристократії), музичні інструменти (флейти і барабани), прості і складові курильні і навіть деякі знаряддя, зокрема тягарці для рибальських мереж, веретена, штампи для нанесення барвистих візерунків на шкіру та ін.

### Ткацтво
Досягло значного розвитку порівняно з іншими традиціями ткацтва у месоамериканських культур. Внаслідок несприятливих кліматичних умов дотепер не збереглося, за винятком кількох не надто виразних фрагментів, жодної стародавньої тканини мая. Тому ткацька справа відома лише за згадками іспанських авторів XVI ст. і по зображеннях тканин на скульптурах, кераміці, фресках.
Нитки виготовлялися з волокон з виду агави відомого як магей, осоки і інших рослин, також з різних сортів бавовни. Знаряддями служили веретено завдовжки 25-30 см. До цього додавався найпростішого виду ткацький верстат, що кріпився одним кінцем до дерева або стовпа житла.
Існували різні види ткацької техніки: парчева, гобеленова, наскрізний візерунок. Крім того, були й різні способи прикраси тканини: нанесення малюнків спеціальними глиняними штампами, розшивання нефритовими і перламутровими намистом і дисками, вишивка. Маянські ткалі створили найякіснішу тканину — манта, що перетворилася на важливий товар у торгівлі мая.

### Інші
Майстри знали багато порід каменю і вміли добре їх обробляти. У будівництві широко застосовувався вапняк та пісковик. Окрема галуззю було зведення стел володарів, де застосовувався також доломіт та андезит.
Широко розвитку набуло виробництво інструментів. Зернотертки (metate), качалки (mapo), ступки і різні тести виготовлялися з вапняку, граніту, різних видів лави, базальту, пісковику. Для ударних і рублячих знарядь (різці, долота, сокири, шкребки, бердо, свердла) застосовувалися діорит, кремінь, базальт, жадеїт і нефрит, хлоромеланіт.
При палацах існували майстри з виготовлення предметів розкоші. Популярними були виробники «тюрбанів» та «корон» з пір'я кецаль, зброї із зеленого обсидіану, прикрас, одягу та взуття, дзеркал з колчедану. також для вищих верств виготовлялися вироби зі шкіри та хутра. Найвживанішим матеріалом були шкури оленів, ягуарів, пум, оцелотів і тапірів. Натепер не збереглося жодного виробу маянських шкіряників і хутровиків.
Окремий напрямок становило виробництво фарб. Вони мали рослинне і мінеральне походження. Зазвичай спеціалізувалися на створені червоної, жовтої, фіолетової, помаранчевої, синьої, чорної фарб.
Мистецтво обробки деревини у мая знаходилося на дуже високому рівні. Найбільше використовували цінні породи, зокрема червоне дерево, кампешевое, дуб, саподілью, сейбу, різні види сосни. З дерева виготовлялися статуї богів, маски, зброю, човни, меблі, музичні інструменти, різні знаряддя праці, застосовувалося в будівництві. Особливо значності майстерності досягли держави Юкатана і Петена, де особливо багато лісу.
Існувала обробка кістки (диких тварин, собак, інколи людей) та мушель (з родів Oliva і Spondylus). Збереглася невелика кількість маянських виробів з кістки, що показують, що вони не поступалися за своїй майстерності деревообробникам. Виготовлялися статуетки (часто представника знаті жрецтва, правителя), черепи людей і тварин, прикрашені тонким різьбленням, на них робили гравіювання із зображеннями сцен з міфів. Широко застосовувалися вироби з кістки в побуті і ритуалах: голки, проколи, шпильки або заколки.
З мушель виготовлялися диски, які нашивали на одяг, ручні і ножні браслети. У ранньокласичний період такий вид прикраси одягу був особливо поширений в Камінальхуйу і Сакулеу: в одній могилі було знайдено 2000 дисків, а в інший — 5000. Непоодинокі й сережки з цих дисків. Раковини з Oliva зазвичай нашивались на кінці одежі. З мушель робилися також вістря для мотик, великі мушлі Fasciolaria gigantea використовувалися як труби. З раковин виготовлялися ритуальні тріскачки, нагрудні пекторалі. Багато речей мали тонке гравіювання.

## Торгівля
Була однією з важливіших галузей економіки держав мая. Особливість торгівлі мая полягає також в тому, що незважаючи на практично незмінні протягом існування цивілізації товари, процес, напрямки торгівлі, під впливом війн, економічних проблем, зовнішніх обставин, змінювалися шляхи і центри торгівлі, засоби доставки товарів (суходолом, морем, річками). Існувала внутрішня, торгівля між державами мая й торгівля з немаянським, зовнішнім світом.
Професійними торговцями у мая були лише ті, хто займався зовнішньою і дальньої торгівлею. Внутрішня торгівля не носила професійного характеру: хто виробляв даний продукт, той і обмінював його.
Торговельні шляхи йшли з Юкатана уздовж річок Усумасінта та Гріхальва, звідти до мая Табаско або до держав біля річки Мотагуа. Інший шлях починався від тихоокеанського узбережжя та навколишніх долин і гір (від мая-кіче та мая-качкикелей до Гватемали, низинних районів). Річки Усумасінта, Гріхальва і Мотагуа зі своїми притоками служили головним чином для торгівлі між високогір'ям і рівнинами. Використовувалися також річки Мопан і Беліз.
Зовнішня торгівля мала державний, централізований характер, оскільки лише володар і його найближче оточення мали все необхідне для ведення такої торгівлі, поєднаної з багатьма труднощами і ризиком, володіючи плантаціями какао, соляними копальнями та іншими значними матеріальними цінностями. Мала два спрямування: північне (держави на території сучасної Мексики) та південне (племена і народи на території Центральної Америки, Колумбії і Венесуели).
XV—XVI основними стають шляхи навколо Юкатану: від Улуа (Гондурасу) до Табаско та через Кускатлан, землі сапотеків або уздовж Тихого океану безпосередньо до земель Ацтекської імперії — м. Соконуско. Водночас зберігаються давні зв'язки з племенами сучасних Гондурасу, Нікарагуа, Коста-Рики та Панами, зміцнюється торгівля з муїсками.
Предметами торгівлі були маїс, сіль, фрукти, овочі, бавовна, вироби з неї, какао, кремінь, обсидіан, раби, ваніль, цінні породи дерев, шкури, пір'я кецаля, копав, яшму, бірюза, базальт, мідь, вулканічний пил, віск, мед, маїс, квасоля, риба, тварини (суходольні та морські), каучук, алебастровий посуд, різні види кераміки, корали, гірський кришталь, перли, зброя, золото, коштовне каміння.
У торговельних операціях переважав прямий обмін. У післякласичний період з'явилися вже певні грошові еквіваленти: бавовняні плащі, нефритові прикраси, мідні сокирки, золотий пісок, намиста з червоних мушель, боби какао.

## Податі і данина
Загалом податі (lot, patan, bithil, cfieh) мали натуральний вигляд. . До складу податі входили сільськогосподарські продукти, вироби ремісників, дичина, риба, мед, сіль. Доволі поширеним була сплата податків тканинами або одягом, такий податок називався йубте’.
Протягом існування держав мая кількісний і відсотковий склад таких податків змінювався. Проте основним залишався принцип, що будь-яке виробництво, торгівля, натуральне господарство повинно було здати володарю певну кількість результатів своєї праці. Спеціальний збір повинні були також сплачувати іноземні купці.
Водночас данину сплачували зазвичай залежні держави, племена й народності. Втім стосовно змісту цієї данину та порядку сплати натепер замало відомостей, оскільки вони змінювалися з часом й не було постійних розрахунків. Словом ximte позначалася данина з переможеного у військовій сутичці, контрибуція, яка мала одноразовий характер.